# Gyeonggi-do (Joseon)
1413–1895
Entités suivantes :
- Corée japonaise
Gyeonggi-do

Gyeonggi-do (en coréen : 경기도 ; hanja : 京畿道), était l'une des huit provinces de Corée sous la dynastie Joseon, son territoire équivaut à l'actuelle province de Gyeonggi, la ville spéciale de Séoul et la ville métropolitaine d'Incheon en Corée du Sud  ainsi que la ville spéciale de Kaesŏng en Corée du Nord. Elle correspond à la Région de Gyeonggi (en). Le nom Gyeonggi signifie « la terre située à moins de 500 ri (villages) de la capitale et sous la juridiction directe du roi ». Elle borde la province de Gangwon à l'est, la province de Chungcheong au sud, la province de Hwanghae au nord et la baie de Gyeonggi à l'ouest.

## histoire
La province de Gyeonggi a été créé pendant la dynastie Goryeo, mais contrairement à l'actuel Gyeonggi-do, il avait juridiction sur une zone limitée autour de Gaeseong (開城) et la majeure partie de la zone, y compris Séoul, appartenait à Yanggwang-do (楊廣道). En 1390 (la deuxième année du règne du roi Gongyang à Goryeo ), 39 comtés du Yanggwang-do, du Gyoju-do et du Seohae -do 
En 1394 (la 3e année du roi Taejo de la dynastie Joseon ), Taejo désigna Hanseongbu (漢城府) comme capitale de Joseon, et en 1395 (la 4e année du roi Taejo de la dynastie Joseon), le territoire de Gyeonggi-do a été réajusté. Dans ce processus, l'ancienne région nord-ouest du Gyeonggi-do, comprenant Suan, Gokju et Yeonan, a été incorporée au Punghae-do (豊海道, Hwanghae -do), et Yangju, Gwangju, l'ancienne partie nord du Chungcheong-do, comprenant Suwon, Yeoju et Anseong, a été incorporée au Gyeonggi-do.
En 1402 (la 2e année du règne du roi Taejong de la dynastie Joseon), les provinces de gauche et de droite de la province de Gyeonggi furent appelées provinces de gauche et de droite du Gyeonggi (京畿左右道省), et en 1413 (la 13e année du règne du roi Taejong de la dynastie Joseon), les limites du Gyeonggi-do, semblables à celles actuelles, furent établies. Le 18 janvier 1414 (la 14e année du règne du roi Taejong sur la dynastie Joseon), Gyeonggi Jwado et Gyeonggi Udo furent intégrés à la province de Gyeonggi. En 1435 (la 17e année du règne du roi Sejong ), Cheorwon et Anhyeop du Gyeonggi-do furent transférés au Gangwon-do, et Juksan du Chungcheong-do fut transféré au Gyeonggi-do.
Hanseongbu, la capitale de Joseon, était dirigée par un fonctionnaire central, Hanseongbu Pan Yun, car il s'agissait d'un bureau du gouvernement central plutôt que d'un bureau du gouvernement local. À la suite de la réorganisation des districts administratifs mise en œuvre en 1895, 23 départements furent nouvellement créés et Gyeonggi-do fut divisé en Hanseong-bu, Incheon-bu, Chungju-bu, Gongju-bu et Gaeseong-bu. À la suite de la réorganisation des districts administratifs mise en œuvre en 1896, Gyeonggi-do, l'une des 13 provinces, a été rétablie.

## Organisation et division administrative
Sous la dynastie Joseon, selon le code légal Gyeongguk daejeon, la province de Gyeonggi supervisait 4 mok, 7 dohobu, 7 gun, et 19 hyeon. Le gouverneur de la province de Gyeonggi était aussi l'un des trois gouverneurs de Kaesongbu. Hanseongbu et chaque yusubu étaient classés non pas comme des postes extérieurs correspondant aux bureaux locaux, mais comme des postes centraux.
| Administrateur et son rang                         | Gyeongguk daejeon (1484) | Sokdaejeon (1746) · Daejeon tongpyeon (1785) | Daejeon hoetong (1865) |
| -------------------------------------------------- | --- | --- | --- |
| Bu (부) : Buyun (府尹), 2e rang inférieur          | — | 1 : - Gwangju (廣州) | — |
| Mok (목) : Moksa (牧使), 3e rang supérieur         | 4 : - Gwangju (廣州) - Yeoju (驪州) - Paju (坡州) - Yangju (楊州) | 3 : - Yeoju (驪州) - Paju (坡州) - Yangju (楊州) | 3 : - Yeoju (驪州) - Paju (坡州) - Yangju (楊州) |
| Bu (부) : Dohobusa (都護府使), 3e rang inférieur   | 7 : - Suwon (水原) - Ganghwa (江華) - Bupyeong (富平) - Namyang (南陽) - Icheon (利川) - Incheon (仁川) - Jangdan (長湍) | 10 : - Suwon (水原) - Bupyeong (富平) - Namyang (南陽) - Icheon (利川) - Incheon (仁川) - Jangdan (長湍) - Pungdeok (豐德) - Tongjin (通進) - Gyodong (喬桐) - Juksan (竹山) | 8 : - Bupyeong (富平) - Namyang (南陽) - Icheon (利川) - Incheon (仁川) - Jangdan (長湍) - Tongjin (通進) - Gyodong (喬桐) - Juksan (竹山)                                      |
| Gun (군) : Gunsu (郡守), 4e rang inférieur         | 7 : - Yanggeun (楊根) - Pungdeok (豐德) - Ansan (安山) - Saknyeong (朔寧) - Anseong (安城) - Majeon (麻田) - Goyang (高陽) | 9 : - Yanggeun (楊根) - Ansan (安山) - Saknyeong (朔寧) - Anseong (安城) - Majeon (麻田) - Goyang (高陽) - Gimpo (金浦) - Gyohwa (交河) - Gapyeong (加平)                    | 10 : - Yanggeun (楊根) - Ansan (安山) - Saknyeong (朔寧) - Anseong (安城) - Majeon (麻田) - Goyang (高陽) - Gimpo (金浦) - Gyohwa (交河) - Gapyeong (加平) - Yeongpyeong (永平) |
| Hyeon (현) : Hyeollyeong (縣令), 5e rang inférieur | 5 : - Yongin (龍仁) - Jinwi (振威) - Yeongpyeong (永平) - Yangcheon (陽川) - Gimpo (金浦) | 4 : - Yongin (龍仁) - Jinwi (振威) - Yeongpyeong (永平) - Yangcheon (陽川)                                                                                                   | 4 : - Yongin (龍仁) - Jinwi (振威) - Yangcheon (陽川) - Siheung (始興) |
| Hyeon (현) : Hyeongam (縣監), 6e rang inférieur    | 14 : - Jipyeong (砥平) - Pocheon (抱川) - Jeokseong (積城) - Gwacheon (果川) - Geumcheon (衿川) - Gyodong (喬桐) - Tongjin (通進) - Gyohwa (交河) - Yeoncheon (漣川) - Eumjuk (陰竹) - Yangseong (陽城) - Yangji (陽智) - Gapyeong (加平) - Juksan (竹山) | 9 : - Jipyeong (砥平) - Pocheon (抱川) - Jeokseong (積城) - Gwacheon (果川) - Geumcheon (衿川) - Yeoncheon (漣川) - Eumjuk (陰竹) - Yangseong (陽城) - Yangji (陽智)         | 8 : - Jipyeong (砥平) - Pocheon (抱川) - Jeokseong (積城) - Gwacheon (果川) - Yeoncheon (漣川) - Eumjuk (陰竹) - Yangseong (陽城) - Yangji (陽智)                               |
| Remarques                                          | Hanseongbu (Panyun), Kaesongbu (Yusu) : poste central | Hanseongbu (Panyun), Kaesongbu·Ganghwabu (Yusu) : poste central | Hanseongbu (Panyun), Suwonbu·Gwangjubu·Kaesongbu·Ganghwabu (Yusu) : poste central Pungdeok supprimé Geumcheon renommé en Siheung                                                |